# 郭利民
郭利民，SBS，MBE（葡萄牙語：Reinaldo Maria Cordeiro，1924年12月12日—2023年1月13日）是香港出生的葡萄牙裔唱片騎師，人稱Uncle Ray或「樂壇教父」，是健力士世界紀錄最長壽的唱片騎師（DJ）。

## 生平

### 早年生活
郭利民早年在香港島舊灣仔道125號舊國泰戲院樓上的單位出生及成長，上有5名兄姊（3名姊姊），父親任職匯豐銀行，母親則是難民營的主廚。郭利民就讀嘉諾撒聖心幼稚園和聖若瑟小學，在校時是校內合唱團成員。他在1941年畢業於聖若瑟書院，香港淪陷期間與家人逃到澳門避難，入住由一艘雙層船改建成的東海難民營，並在船上擔任母親的助廚。1944年除夕，難民營安排樂隊前來表演，郭利民受此啟發，立志要成為一名鼓手。戰後回港入職赤柱監獄，繼而獲父親安排於1946年至1949年在香港匯豐銀行任職戶口部門文員。

### 事業發展
1949年，郭利民主動接觸尖沙咀雄雞大飯店（Chantecler）負責人，獲對方聘用為晚間駐場樂師，如是早上上班，晚上到餐廳演奏。他同年加入麗的呼聲任撰稿員，後成為唱片騎師，1960年加入香港電台英文台。1964年被港台派往英國BBC修讀3個月課程，並令他有兩次機會訪問披頭四樂隊。1970年主持節目《All the Way with Ray》，為香港最長壽的電台節目。早年曾與金牌大風創辦人鄭東漢及香港IFPI總裁馮添枝等人參與樂隊活動，司職鼓手。
直到1987年，郭利民獲英女皇在白金漢宮親自頒發英帝國員佐勳章（Member of Order of the British Empire；縮寫是MBE）。2008年獲香港特區政府頒發銅紫荊星章，以表彰他長期為流行音樂所作出的貢獻。2012年則獲香港演藝學院頒發榮譽院士。
而郭利民曾於2004年主持無綫電視節目《樂壇教父Uncle Ray》，多位樂壇好友如譚詠麟和張學友都應邀接受其訪問，亦曾接受節目《港生活·港享受》（Dolce Vita）訪問。除了主持電台節目，郭利民也參演過不少電影，包括《摩登保鑣》、《失業生》和《我愛夜來香》等，但他自己就對演戲沒什麼興趣，只想玩下，不是特別喜歡。
受2019冠狀病毒病香港疫情影響，當時已96歲的郭利民曾聽從其友人勸告，於2020年12月至2021年5月暫停主持香港電台第三台的《All the Way with Ray》電台節目，及至2021年5月6日，他分別在其個人Facebook及透過香港電台網站宣布於2021年5月10至14日重返直播室，主持最後一個星期之電台節目，其後正式榮休並出版個人傳記。2021年，郭利民公開自己接種科興新冠疫苗，並為香港衛生署拍廣告，呼籲長者接種新冠疫苗。2022年獲香港特區政府頒發銀紫荊星章。

### 離世
2023年1月13日中午，服務於香港廣播界逾70載、98歲的郭利民因肺炎於馬料水香港中文大學醫院辭世。為了紀念郭利民，當晚開始香港電台港台電視31製作一個星期的《永遠懷念Uncle Ray系列》特別節目，而無綫電視翡翠台於當晚晚上11:35播映由他做嘉賓的《開心大綜藝》，並以《別了！樂壇教父Uncle Ray》名義播出，而明珠台17日晚上8:00《清心直說》播放由陳建強訪問郭利民的片段。

### 個人生活
雖然郭利民並非華裔，也非土生葡人，但他在香港生活了數十年，講得一口流利的粵語。其家人都在澳門定居。而其家中藏有2萬張極珍貴兼絕版的黑膠唱片，牆上掛滿當年披頭四給他的親筆簽名雜誌。此外，郭利民是香港賽馬會會員，曾育有馬匹我知幾時、應知幾時。他生前曾出版個人自傳《樂壇教父Uncle Ray》（筆錄整理：雲紅雨；編輯：周舜河/王妙玲(汐爾)）。

## 曾主持節目
- 1949年－1960年：Progressive Jazz（麗的呼聲）
- 1950年－1956年：Talent Time（麗的呼聲/現場）
- 1950年－1956年：Rumpus Time（麗的呼聲/現場）
- 1964年－1969年：Just For You（香港電台）
- 1964年－1969年：From Me To You（香港電台）
- 1964年－1969年：Hit Parade（香港電台）
- 1964年－1969年：Lucky Dip（香港電台）
- 1970年－2021年：All the Way with Ray（香港電台）
- 2004年：樂壇教父Uncle Ray（無綫電視）
- 2021年：開心大綜藝（無綫電視）